# Ork
Das Wort Ork (engl. orc, ork) bezeichnet fiktive nichtmenschliche Wesen und leitet sich vermutlich von dem lateinischen Orcus („Unterwelt“) oder vom irischen orc („Schwein, Ferkel“) her. Im 20. Jahrhundert wurde der Begriff durch J. R. R. Tolkien wiederbelebt. Orks bevölkern seine Fantasywelt Mittelerde und dienen dort Sauron als Soldaten.

## Ursprung des Wortes
In der römischen Mythologie war Orcus ein alternativer Name für Pluto, Hades oder Dis Pater, den Gott des Totenreichs. Der Name „Orcus“ scheint seine böse Seite zu bezeichnen, welche die Toten im Nachleben quälte.
Plinius der Ältere bezeichnet in seiner Historia naturalis langzähnige Seeungeheuer als orcs. In Ludovico Ariostos Epos Orlando furioso wird die Jungfer Angelika von einem orc genannten Seeungeheuer gefangen und vom Helden Roland auf einem Hippogreif reitend befreit. Hier liegt der Ursprung des wissenschaftlichen Namens Orcinus orca des Schwertwals, der im Englischen Orca genannt wird. Ebenfalls im Orlando Furioso kommt neben dem im Wasser lebenden Ungeheuer auch ein landlebender Ork vor: Ein menschenfressender blinder Riese, der König Norandin von Damaskus sowie dessen Geliebte Lucina samt Gefolge entführt. Dieser Ork kann nicht besiegt, sondern nur getäuscht werden.
In Tirol oder dem umgrenzenden Alpenraum kennt man den Ork (oder auch Org, Norgg, Nörglein, Lorko und Orco), einen Dämon, welcher auf Berghöhen, Almen oder in Felslöchern lebt. Man trifft ihn einzeln sowie in Gesellschaft anderer Orks an. Sowohl seine Gestalt (zwergenhaft, riesig, Tiergestalt etc.) als auch sein Charakter variieren. Er kann als Hüter des Waldes auftreten, als Herr der Tiere, der das Edelwild vor dem Jäger warnt, oder als dämonischer Viehhüter, der dem Vieh hilft oder ihm Verderben bringt. Wird er als Weinnörgele beschrieben, lebt er in Weinstuben und Torkelkellern.
Im christlichen Frühmittelalter wurde aus dem Ork, wie aus vielen keltischen und Sagenfiguren oder Ritualen, eine böse und teuflische Gestalt.
Von diesen Quellen fand das Wort Orc seinen Weg in die englische Sprache.
Die erste Erwähnung im Englischen findet sich im „Beowulf“ – Vers 112 „orcneas“ – gemeinhin übersetzt als „Totengeister“, und etymologisch mit lat. „Orcus“ assoziiert. Michael Drayton benutzt den Begriff in seinem Polyolbion, John Milton in Paradise Lost. William Blake nennt eine seiner mythologischen Figuren Orc, als Verkörperung schöpferischer Energie und als Gegenpol zu Urizen, der für das Rationale steht. Robert Brownings Gedicht Caliban upon Setebos aus dem Jahr 1864 erwähnt den Orc als ein gepanzertes, fleischfressendes Wesen.
Des Weiteren ist orc das mittelirische Wort für „Ferkel, junges Tier“, ein Kognat des lateinischen Wortes für Schwein, porcus.
Über das lateinische orcus ist der Begriff Ork verwandt mit der Bezeichnung des Ungeheuers Oger.

## Tolkiens Orks

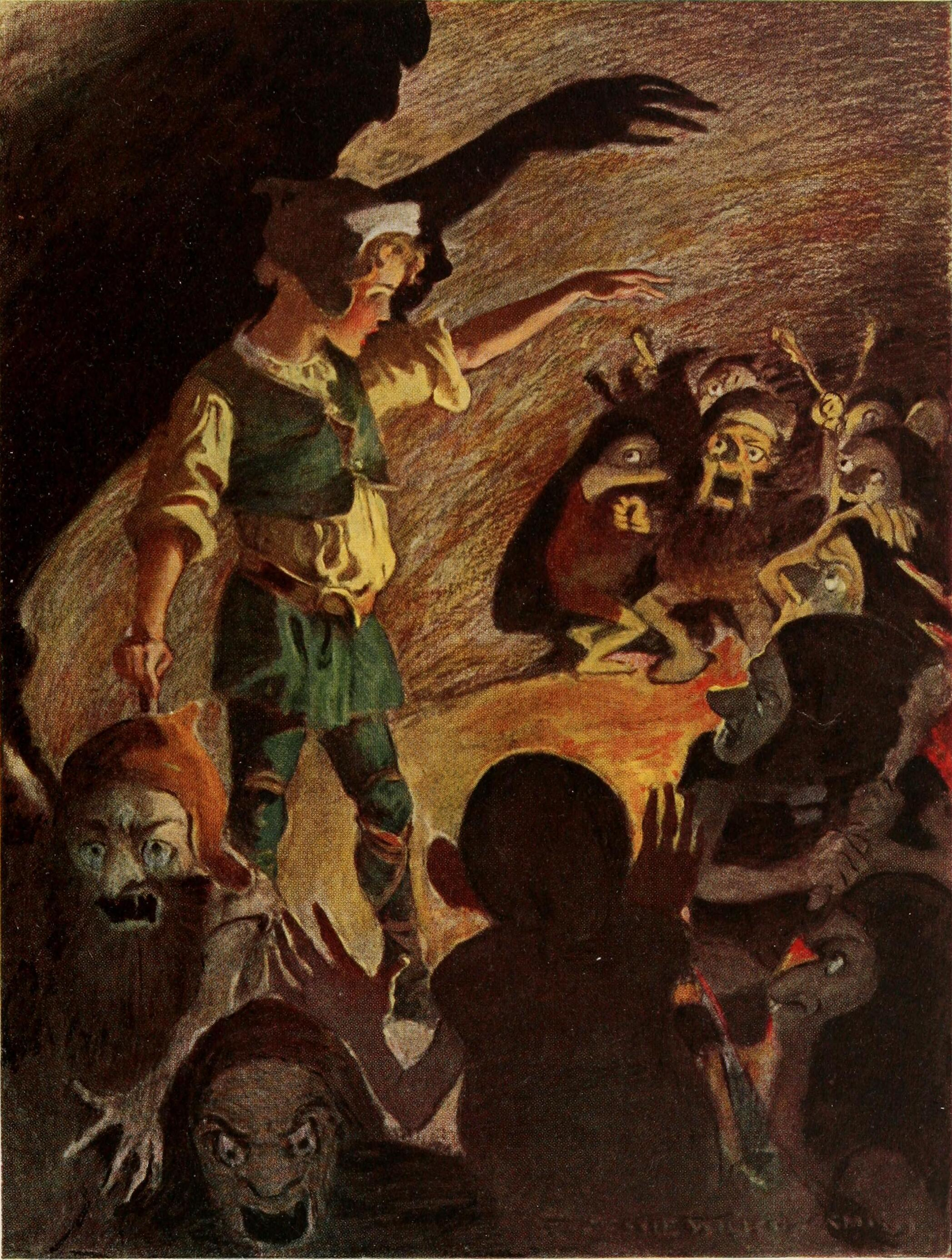
Tolkien schrieb, dass seine Orks von den Goblins (Kobolde) in George MacDonalds „Die Prinzessin und der Kobold“ von 1872 beeinflusst wurden (Buchillustration von Jessie Willcox Smith, 1920)

Der durch Der Herr der Ringe bekannt gewordene J. R. R. Tolkien beschreibt die Orks als humanoid, etwas kleiner als menschengroß, hässlich, von grauschwarzer Hautfarbe und krummbeinig. Sie stammen von den Elben ab. Sie zerfallen in unzählige kleine Stämme mit ungehobelten und misstönenden Sprachen. Schwächere Orks und manchmal auch kriegsgefangene Elben, Menschen und Zwerge werden von den Orks als Sklaven gehalten. Im Buch Der Hobbit treten sie als plündernde Banden auf, im Buch Der Herr der Ringe stellen sie ganze Armeen auf.
Es wird vermutet, dass Tolkien seine Orks basierend auf den Fomorii schuf, die aus der irischen Sage über die zweite Schlacht von Mag Tuireadh bekannt sind.
In Bezug auf den Ersten Weltkrieg sagte Tolkien: „We were all orcs in the Great War“ (Wir waren alle Orks im Großen Krieg). Tolkien hatte im höheren Alter zunehmend Probleme mit dem durch die Orks verkörperten Gedanken von „zum Bösen geborenen“, „untermenschlichen“ intelligenten Wesen. Viele seiner letzten Aufzeichnungen zum Silmarillion versuchen philosophisch verschiedene Ansätze, wie sich die Orks in das grundsätzlich katholisch geprägte Weltbild Tolkiens besser einordnen lassen, ohne den bereits veröffentlichten Büchern offen zu widersprechen; zu einer ihn selbst zufriedenstellenden Lösung gelangte Tolkien nie.
Tolkien kannte das Wort „Ork“ aus der altenglischen Sprache (altenglisch orc = „Dämon“). Laut eigener Aussage waren seine Orks vor allem von George MacDonalds Interpretation der Goblins beeinflusst, im englischen Original des Hobbit heißen sie deshalb meist „goblins“ (engl. für „Kobold“). Trotzdem bestand Tolkien auf der Eigenständigkeit seiner Erfindung.

## Orks im Fantasy-Genre

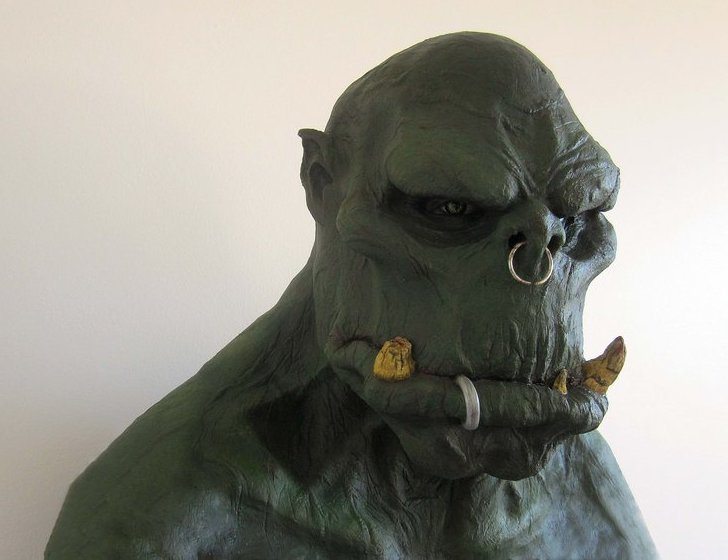
Ork-Maske (von Warhammer Fantasy inspiriert)

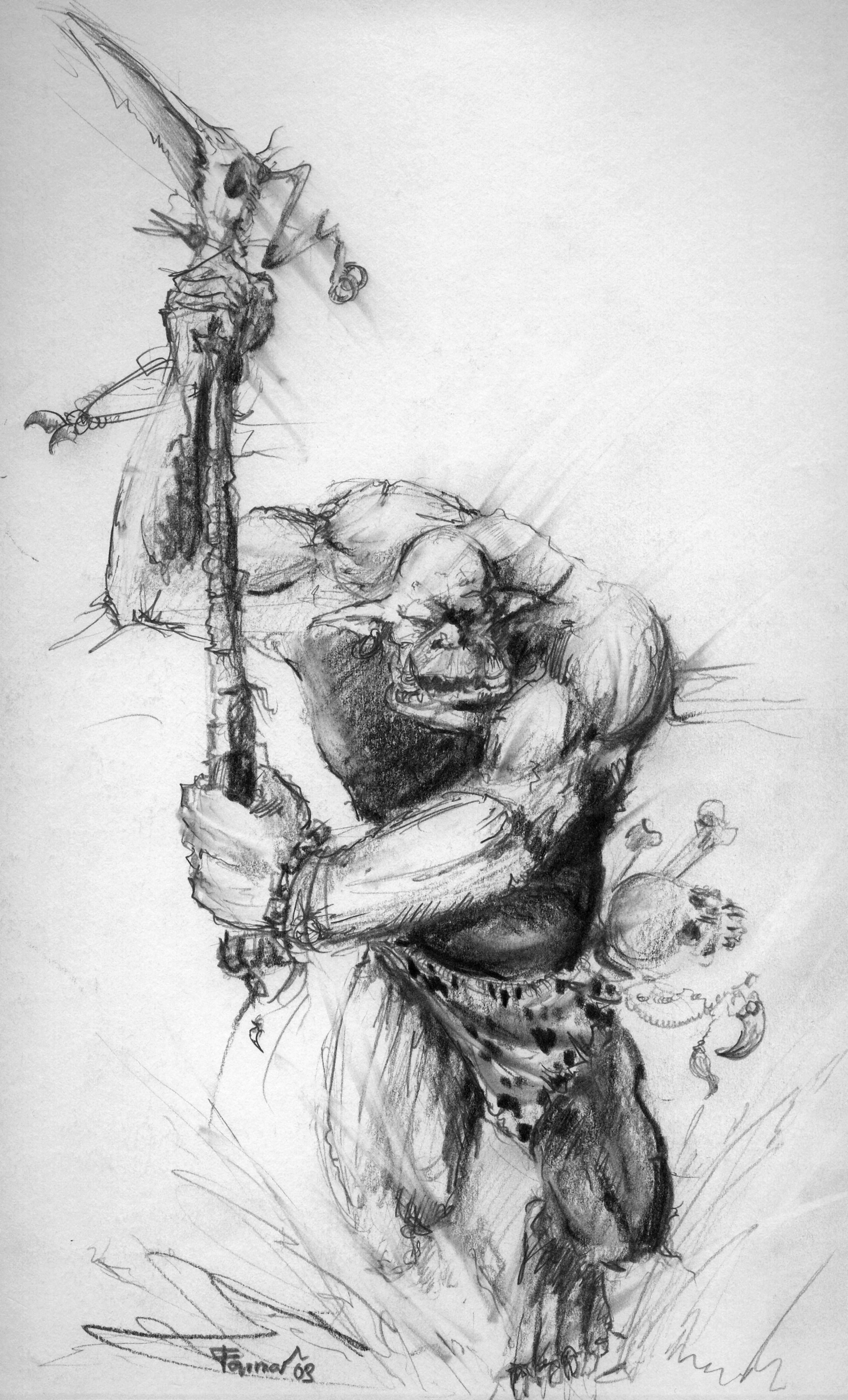
Wild-Ork (von Warhammer Fantasy inspiriert)

Seit Tolkien die Orks in seinem Roman Der Herr der Ringe beschrieb, bevölkern Orks die Fantasywelten vieler Autoren von Büchern und Spielsystemen. Daneben haben sie sich in Fantasy-Rollenspielen etabliert, wobei die Charaktereigenschaften mehr oder weniger stark an Tolkiens Orks orientiert sind. Oft werden sie roh, gewaltbereit, unzivilisiert, aber nicht sehr stark dargestellt. In manchen Fantasywelten gelten sie aber auch als Kriegervolk mit ausgeprägten kämpferischen Fähigkeiten. In den meisten Fantasywelten gehören sie zu den „Bösen“.
Das Aussehen der Orks variiert von Fantasy-Welt zu Fantasy-Welt beträchtlich. Von einem affenähnlichen Aussehen bis zu schleimspeienden Ungeheuern ist alles vertreten. So sind Orks häufig als grüne, kräftige, blutrünstige, überaus große und primitive Humanoide mit Hauern dargestellt. Dieses Bild wurde ursprünglich von Games Workshop mit ihrem Tabletop-Spiel Warhammer vermittelt. Manchmal sind sie jedoch auch – wie in der Herr-der-Ringe-Filmreihe – dunkel und eher klein.
Nicht nur das Aussehen, sondern alle Eigenschaften variieren sehr stark. Bei Tolkien haben Orks Probleme mit Sonnenlicht, in einigen Romanen dagegen nicht.

### Interpretationen
Eine liebevolle, aber auch sehr veränderte Darstellung der Orks bietet Stan Nicholls in seinem Fantasy-Roman Die Orks. Es beschreibt die Geschichte eines Kriegstrupps der Orks, der gut organisiert und nach Rängen gegliedert ist. Sie erscheinen hier als alte Kriegerrasse, die mehr aus Versehen zu Rettern ihrer Welt werden, die durch die Handlungen einer neuen Rasse (der Menschen) bedroht ist.
Kritisiert wird häufig, dass es Nicholls’ Orks bis auf den Namen an jedem Charakteristikum dieser Spezies mangelt.
Fantasy-Systeme wie Das Schwarze Auge (DSA) bemühen sich um eine differenziertere Darstellung. In der Fantasywelt Aventurien, die dem Rollenspiel DSA zugrunde liegt, werden Orks als kulturschaffende Wesen mit menschenähnlichen Zügen beschrieben, die eine beachtenswerte Kultur aufgebaut haben. Da sie aber immer wieder in Konflikte mit Menschen geraten, werden sie, vor allem von den zivilisierten Kulturen, als die blutrünstigen Berserker angesehen, die sie in anderen Spielsystemen darstellen. Kaum ein Mensch versucht der Wahrheit auf die Spur zu kommen und die, welche es doch tun, werden von ihrer Umwelt als gefährliche Irre betrachtet. Auffällig ist, dass das Bild des Orks im Spielsystem DSA einen extremen Wandel durchlaufen hat. Waren Orks in der Gründungszeit des Spieles (1984–1988) noch charakterlose Punktelieferanten ohne eine ausgestaltete eigene Vergangenheit, so gestand man ihnen in der zweiten Auflage (ab 1988) des Spieles Geschichte, Sozialstruktur und ein gewisses planvolles Handeln zu. Seit der dritten Auflage (ab 1993) werden die Orks parallel zu den anderen kulturschaffenden Völkern als ein Machtfaktor angesehen und auch geschichtlich weit ausgearbeitet (sowohl in die Vergangenheit als auch zukünftige Planungen betreffend). In der vierten Auflage (ab 2002) stellen die Orks eine als Heldentyp geeignete Rasse mit spezifischen Vor- und Nachteilen dar.
In dem System Earthdawn gehören Orks zu den Namensgebern und werden so mit den Menschen und anderen Völkern auf eine Stufe gestellt. Bei dem Science-Fiction-Rollenspiel Shadowrun ist es ebenso, hier wurden sie durch ein Wiederaufleben der Magie in der Welt gemeinsam mit den Trollen, Elfen und Zwergen zurück in die Welt gebracht. In Warhammer 40.000 werden sie als raumfahrende Konkurrenten der anderen Völker betrachtet und gelten als eines der ältesten Völker neben Eldar und Necrons.
Das Rollenspiel Ork! von Green Ronin Publishing konzentriert sich in parodistisch übertriebener Weise auf die den Orks zugeschriebenen – meist negativen – Eigenschaften: „Ein Ork zu sein bedeutet, grob, laut, aggressiv, verschlagen und gemein zu sein. Es bedeutet, dass du den Ork da drüben killst, weil dir sein Hut nicht gefällt. Es bedeutet, dass du deinem Feind das noch schlagende Herz aus der Brust reißt und isst. Es bedeutet, dass du an der Spitze aller Orks stehen und alle anderen Orks aus dem Feld schlagen willst. Es bedeutet, dass du dich ständig im Zustand kaum kontrollierten psychotischen Wahns befindest.“
In Die Zwerge von Markus Heitz sind Orks blutrünstige, patriarchalisch organisierte Wesen, die zwar über eine gewisse Intelligenz verfügen, jedoch zumeist nur ans Kämpfen denken. Sie sind groß, muskulös und haben sehr viel Kraft. Im dritten Band Die Rache der Zwerge kommen Ork-Mischwesen vor. Fantasy-Rollenspiele wie Dungeons & Dragons oder DSA kennen Halborks (engl. half-orc), die durch Kreuzung von Orks mit Menschen auf natürlichem Weg oder von Orks mit Elfen mittels Magie („Holberker“, DSA) entstanden seien. Heitz’ Die Rache der Zwerge mischt Orks mit Alben (dunklen Elfen) zu gefährlichen Widersachern. Diese Ork-Mischwesen verschmilzt der Ingenieur Furgas mit Maschinen und Magie zu einer Art böser Androiden.
In der Scheibenwelt Terry Pratchetts werden die Orks erstmals in Der Club der unsichtbaren Gelehrten eingeführt. Es handelt sich nicht um eine „natürliche“ Spezies, sondern um von den chirurgisch begabten Igors im Auftrag eines menschlichen Herrschers künstlich geschaffene Wesen. In der Überlieferung gelten sie als blutrünstige, hirnlose und brutale Feinde der Menschen, der Zwerge und auch der Trolle. In einem langen Krieg wurden sie ausgerottet. Im Laufe des Romans stellt sich jedoch heraus, dass die Orks aus Menschen gemacht worden sind, da nur diese Spezies zu den folgenden brutalen Taten in der Lage gewesen ist. Außerdem begingen die Orks diese Taten nicht freiwillig, sondern wurden von Menschen mit Gewalt dazu gezwungen, ähnlich wie Kriegselefanten. Am Ende des Romans wird eine kleine Population freier Orks beschrieben, die Chancen haben, nicht ausgerottet, sondern als weitere Spezies der Scheibenwelt akzeptiert zu werden.
In den Romanen Die Orks und Die Zauberer von Michael Peinkofer sind die Orks Rammar und Balbok wichtige Protagonisten, in Die Zauberer geht es unter anderem um die Geschichte des Orkschamanen Rambok.

## Orks in Computerspielen
Orks finden Verwendung in etlichen Fantasyspielen für PC und Konsolen, entweder als spielbare Figuren beziehungsweise Parteien oder Gegner, wobei sowohl Aussehen als auch Charakterzüge stark variieren. Dies geschieht sowohl in Computerspieladaptionen bestehender Rollenspiele, aber auch in anderen Spielen.
Bekannt wurden die Orks etwa durch die Warcraft-Videospiel-Reihe, auch wenn sie davor schon einige Male in anderen Spielen auftauchten. So konnte man 1994 im ersten Teil „Orcs and Humans“ nicht nur mit den Menschen, sondern auch mit den hier grünhäutigen Orks in die Schlacht gegen die jeweils andere Partei ziehen, wie auch in den beiden Nachfolgern. 2005 erschien World of Warcraft, in dem man auch selbst auf Seite der Horde einen Ork spielen konnte.
Im Warcraft-Universum hat sich die Darstellung der Orks stark gewandelt. Sie wurden in jedem Teil der Serie als kriegerisches Volk dargestellt, befreiten sich aber nach WarCraft II von ihren dämonischen Meistern und fanden zurück zu einem schamanistischen Stämmesystem mit ausgeprägter Rangordnung und einem starken Ehrenbewusstsein.
In der Spielreihe The Elder Scrolls wiederum leben die Orks mehr oder weniger friedlich zusammen mit den verschiedenen Völkern der Menschen, Elfen sowie Tiermenschen. Auch sie sind große, kräftige humanoide Wesen mit Reißzähnen, die als ehrenhafte Krieger leben. Man kann auch hier einen Ork als Spielfigur auswählen und selbst gestalten.
In der Videospiel-Reihe Gothic sind die Orks in Teil 1 und 2 eine Rasse von großen, starken Kriegern. Ihre Stärke wird durch ihre Waffen symbolisiert, die sie mit einer Hand führen, welche aber von Menschen nur mit zwei Händen gehandhabt werden können. Sie sind ein Kriegervolk, dessen niedrigere Krieger sich um Schamanen und Kriegsherren scharen. Sie sind fähig, die menschliche Sprache zu lernen, was aber nur wenigen von ihnen gelingt. Ihre eigene Sprache ist ein typisches Beispiel einer klischeehaften, dumpfen Sprache (z. B. „(H)Ugadschakka!“, eine Art „Angriffsschrei“, oder „Ulumulu“, eine Orkstandarte zur Symbolisierung der Freundschaft). In diesem Fantasyepos stellen sie ein sehr ehrenhaftes Volk dar, welches Krieg gegen die Menschen führt. Sie unterscheiden sich außerdem in zwei Rassen, die unzivilisierten, Khorinischen Orks, und die Nordland-Orks, welche den Krieg gegen den König der Menschen zu gewinnen scheinen.
Im dritten Teil der Reihe wird die Darstellung der Orks deutlich differenzierter (was dadurch erklärt wird, dass die Orks auf Khorinis eine Unterart, die sogenannten Khorinis-Orks, sind): Sie verfügen über eine gewisse Individualität sowie menschenähnliche Intelligenz. Es ist ein ehrenhaftes und kriegerisches Volk, welches die Menschen unterworfen hat und nun die Städte kontrolliert. Viele Orks artikulieren nun auch die menschliche Sprache richtig, jedoch behalten sie bestimmte Begrifflichkeiten wie „Morra“ für Menschen weiterhin bei. Die Menschen sind entweder von ihnen versklavt worden oder arbeiten als Söldner für sie. Der Spieler kann entscheiden, ob er gegen die Orks kämpft oder für sie Aufträge ausführt. Die Orks beten zum Gott Beliar, dem Gott der Unterwelt.

## Trivia
Nach dem Beginn des russischen Überfalls auf die Ukraine am 24. Februar 2022 wurden russische Soldaten von vielen Ukrainern in dämonisierender Weise als „Orks“ bezeichnet.